# Stara Poczta w Przeworsku
Stara Poczta w Przeworsku (Poczta i Dom Starostwa) – zabytkowy budynek znajdujący się w Przeworsku przy ul. Krakowskiej 5.

## Historia
Budynek wzniesiony został przez Ordynację Przeworską Lubomirskich dla poczty i starostwa w 1905 przy ówczesnej ul. Piłsudskiego 192. Obiekt wybudowano na miejscu murowanego budynku należącego do Ordynacji. Do 1905 siedziba poczty znajdowała m.in. w wynajmowanych pomieszczeniach ratuszowych i w kamienicy miejskiej nr 2 przy ul. Kościelnej. Obecnie w obiekcie mieści się siedziba przeworskiego TBS-u.
Budynek Starej Poczty znajduje się w rejestrze zabytków nieruchomych (nr rej. A-1050 z 11.12.2012).

## Architektura
Charakterystycznym elementem fasady frontowej są dwie lizeny biegnące przez całą wysokość frontu budynku w segmencie z głównymi drzwiami i balkonem. We wnętrzu zachowały się obszerne fragmenty oryginalnego wyposażenia, głównie stolarka.